# Domenico Dominici
Domenico Dominici, o anche Domenico de' Domenichi (Venezia, 15 luglio 1416 – Brescia, 17 febbraio 1478), è stato un vescovo cattolico e teologo italiano.

## Biografia
Nacque a Venezia da una famiglia di origine bresciana, figlio di Piero e della zantiota Cristiana Seguro.
Rimasto presto orfano del padre, probabilmente fu allevato a Bologna dal cardinale umanista Antonio Correr. Imparò la retorica dal medico e letterato Pietro Tomasi, mentre le arti liberali gli furono impartite presso l'università di Padova, dove fu licenziato il 6 agosto 1435 e promosso doctor artium il 22 gennaio 1436. Studiò inoltre teologia, non è chiaro dove; certamente fu influenzato dal tomismo e prima del 1441 divenne doctor theologiae.
Tra il 1442 e il 1444 divenne decano della collegiata di Cividale.
Fu referendario della Segnatura apostolica.
Eletto prima vescovo di Torcello, poi vescovo di Brescia. Tenne un sinodo nel 1467. Morì nel 1478 e fu sepolto nel Duomo vecchio di Brescia nel monumento funebre a lui dedicato.
Nel 1470, sotto il suo episcopato, fu avviata la costruzione del nuovo palazzo vescovile di Brescia promossa dal predecessore Francesco Marerio. Il cantiere sarà completato quasi un secolo dopo.

## Successione apostolica
La successione apostolica è:
- Vescovo Johannes Hinderbach (1466)
- Vescovo Wincenty Kiełbasa (1467)